# Gratchani
Gratchani ou Gračani (en macédonien Грачани, en albanais Graçani) est un village situé à Ǵorče Petrov, une des dix municipalités spéciales qui constituent la ville de Skopje, capitale de la Macédoine du Nord. Le village ne comptait aucun habitant à l'année en 2002. Il se trouve au nord-ouest de Skopje, à quelques kilomètres de la frontière du Kosovo. Il est construit sur le flanc méridional des monts Šar.
Gratchani est un village traditionnellement albanais et il possède une mosquée.